# Najveći stražnjični mišić
Najveći stražnjični mišić (lat. musculus gluteus maximus)  četverokutast je mišić zdjelice, najveći i najveće površine od stražnjičnih (glutealnih) mišića. Mišić inervira donji stražnjični živac (lat. nervus gluteus inferior).

## Hvatište i polazište
Mišić polazi sa stražnje strane bočne kosti, križne kosti i trtične kosti i hvata se na bedrenu kost.
Površni dio niti mišića spaja se s tetivnim nitima mišića natezača široke fascije i zajedno čine završnu tetivu koja se naziva lat. tractus iliotibialis.